# Ibijoke Faborode
Ibijoke Faborode (Ile-Ife, siglo XX) es una historiadora, especializada en relaciones internacionales y activista nigeriana que trabaja para incentivar la participación política de las mujeres en África. En 2022 fue seleccionada como una de las 100 mujeres más influyentes, según la BBC.

## Trayectoria
Faborode nació en Ile-Ife, estado de Osun, Nigeria. Estudió Historia y Relaciones Internacionales en Obafemi Awolowo University, donde su padre, Michael Faborode, fue vicerrector. Luego, obtuvo un título en gestión de proyectos en Francia y un máster en negocios sociales y emprendimiento de la Escuela de Economía de Londres, en Inglaterra. En 2014, trabajó en Jeune Afrique, en París (Francia), donde se desempeñó como gerenta regional de desarrollo de negocios para África Subsariana. En 2017, comenzó a trabajar en el Ministerio de Asuntos Exteriores y de la Mancomunidad de Naciones del Reino Unido, donde fue jefa asesora en agrotecnología y salud para África Occidental en el Departamento de Comercio Internacional.
En diciembre de 2019, cofundó ElectHer, organización política panafricana, cuya misión es crear conciencia y preparar a las mujeres para ingresar a la política y que dirige. En 2022, ya había formado a cerca de 2.000 mujeres africanas. Para las elecciones generales de 2023 en Nigeria, Faborode desarrolló el proyecto #Agender35, una campaña no partisana, con la que buscaba promover a las mujeres en política y para la que destinó 10 millones de dólares para empoderar a 1.000 mujeres y preparar a 35 candidatas para las elecciones locales y federales de ese año. Además, lanzó una aplicación para analizar datos electorales.
Faborode también asumió la codirección del Summit Africa 2021 de la Escuela de Economía de Londres y miembro del Consejo de Liderazgo Global de la Fundación Democracia y Cultura.

## Reconocimientos
En 2019, Faborode fue premiada con la beca One Young World Dutch Scholar, del Ministerio de Relaciones Exteriores de los Países Bajos, que busca ayudar a los jóvenes a adquirir habilidades para crear oportunidades de empleo sostenible, centrándose en la educación y el futuro del trabajo. También fue nominada para el premio por el servicio público en África, Future Awards Africa Prize for Public Service.
En 2022 fue destacada como una de las 100 mujeres más influyentes, según la BBC. Esta es una serie que examina y destaca el papel de las mujeres en el siglo XXI, a través de emisiones, reportajes, debates y artículos para combatir la infrarepresentación de las mujeres en los medios de comunicación. El mismo año fue parte de las 60 mujeres premiadas por liderar el desarrollo en África.